# 2004 XZ186
2004 XZ186, também escrito como 2004 XZ186, é um objeto transnetuniano que está localizado no Cinturão de Kuiper, uma região do Sistema Solar. Este corpo celeste é classificado como um provável plutino, pois, o mesmo está em uma ressonância orbital de 2:3 com o planeta Netuno. Ele possui uma magnitude absoluta de 10,0 e tem um diâmetro estimado com 44 km.

## Descoberta
2004 XZ186 foi descoberto no dia 12 de dezembro de 2004 pelos astrônomos S. S. Sheppard e D. C. Jewitt.

## Órbita
A órbita de 2004 XZ186 tem uma excentricidade de 0,345 e possui um semieixo maior de 39,648 UA. O seu periélio leva o mesmo a uma distância de 25,958 UA em relação ao Sol e seu afélio a 53,338 UA.